# Гвайц, Антон
Антон Гвайц (словен. Anton Gvajc; 21 августа 1865, Любляна — 3 августа 1935, Брежице) — словенский художник.
В 1886 г. по настоянию отца отправился в Вену, чтобы изучать технологию строительства, однако уже на следующий год поступил в Академию художеств, где занимался у Августа Айзенменгера, Кристиана Грипенкерля, Зигмунда Л’Аллемана. После 1891 года длительное время продолжал учиться персонально у Йозефа Матиаса Тренквальда.
С 1895 г. работал учителем рисования в женской учительской семинарии в Горице. В 1916 г. в ходе военных действий дом Гвайца вместе со всеми находившимися в нём картинами был разрушен итальянскими войсками. Гвайц сумел бежать, некоторое время жил у брата в Блайбурге, в 1919 году получил преподавательское место в Триесте, со следующего года обосновался в Мариборе, где преподавал в мужской учительской семинарии и возглавлял клуб художников имени Ивана Грохара.

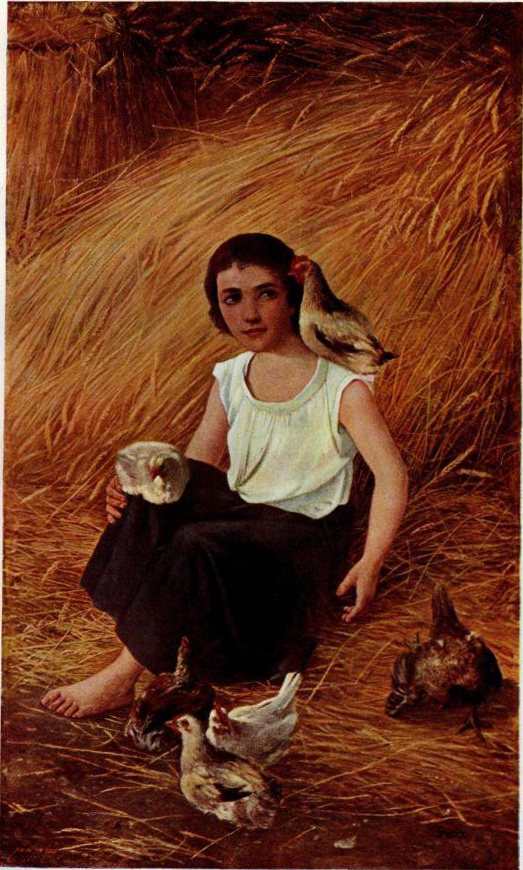
Антон Гвайц. Милые мои курочки (ок. 1903)

Живопись Гвайца тяготела к миниатюре, он предпочитал мирные пейзажи родной Словении, скромные жанровые сцены. Прижизненные персональные выставки проходили в Любляне, Триесте, Загребе, Белграде, Софии, ретроспектива состоялась в 1986 г. в Мариборе.